# Neocompsa giesberti
Neocompsa giesberti là một loài bọ cánh cứng trong họ Cerambycidae.